# Dixième Avenue
La Dixième Avenue est une avenue de New York. 

## Situation et accès
Cette voie l'arrondissement de Manhattan, prend le nom d'Amsterdam Avenue (d'après l'ancien nom de la ville, Nieuw Amsterdam)
au nord de la 60e Rue.

## Origine du nom
La Dixième Avenue, tire son nom de sa position dans le plan en damier de Manhattan établi en 1811. Elle est la dixième avenue orientée nord-sud à partir de l'est de l'île.

## Historique
La Dixième Avenue traverse le quartier de Chelsea, puis avec le nom d'Amsterdam Avenue, elle traverse le quartier de l'Upper West Side, et le quartier d'Harlem. L'avenue a longtemps été connue pour son trafic commercial, et dispose d'une ligne de chemin de fer. Au XIXe siècle, lorsque la ligne West Side passait le long de l'avenue, des cowboys montés à cheval (appelés Tenth Avenue Cowboy) avertissaient les gens qu'un train approchait. La ligne a ensuite été élevée au-dessus du niveau de la voie.

## Bâtiments remarquables et lieux de mémoire
- MiMA
- 200 Amsterdam Avenue

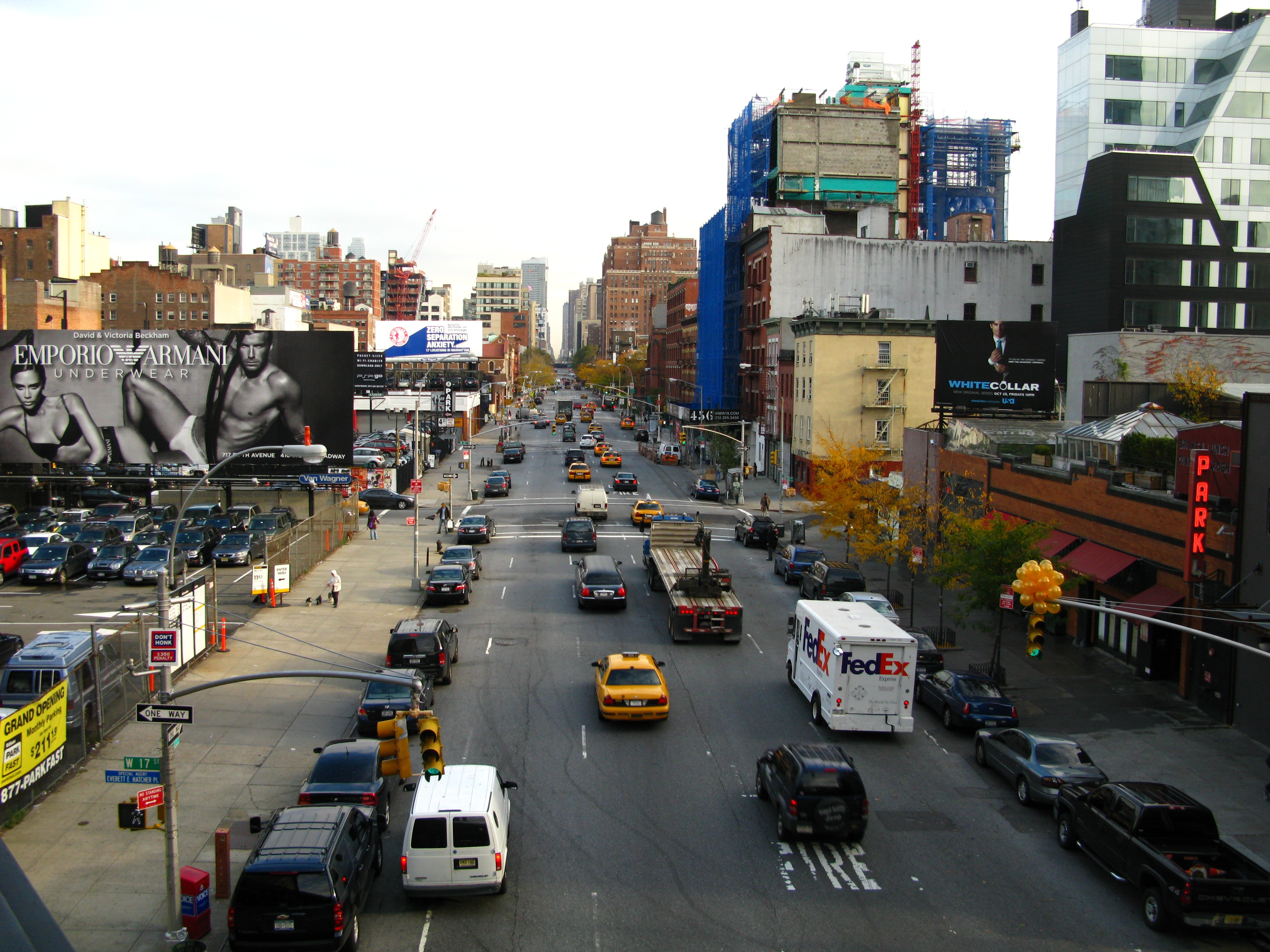
Amsterdam Avenue en 2009.
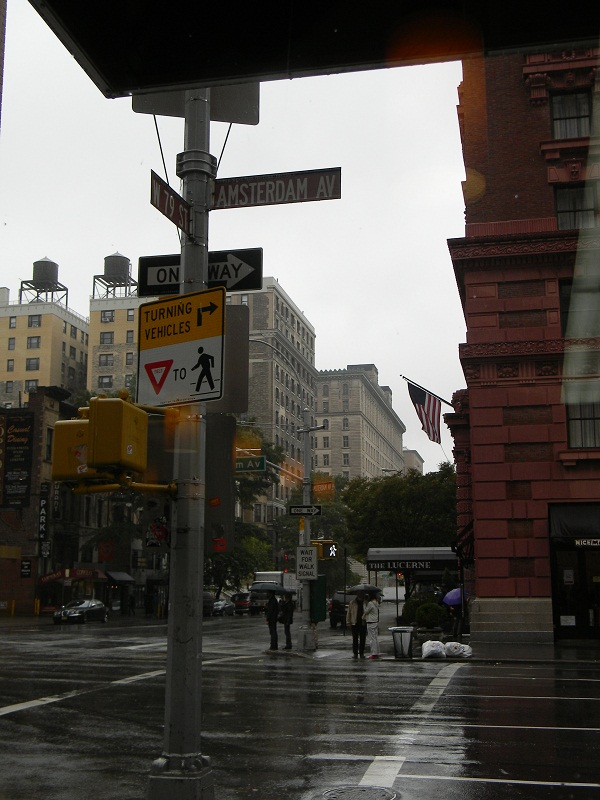
Amsterdam Avenue, Dixième Avenue, en 2012.